# الوارو اوریبه
 الوارو اوریبه ولز  (اسپانیایی: Álvaro Uribe‎؛ زاده ۴ ژوئیهٔ ۱۹۵۲) یک سیاست‌مدار اهل کلمبیا است.